# 加富尔路 (佛罗伦萨)
43°46′33.68″N 11°15′24.74″E / 43.7760222°N 11.2568722°E

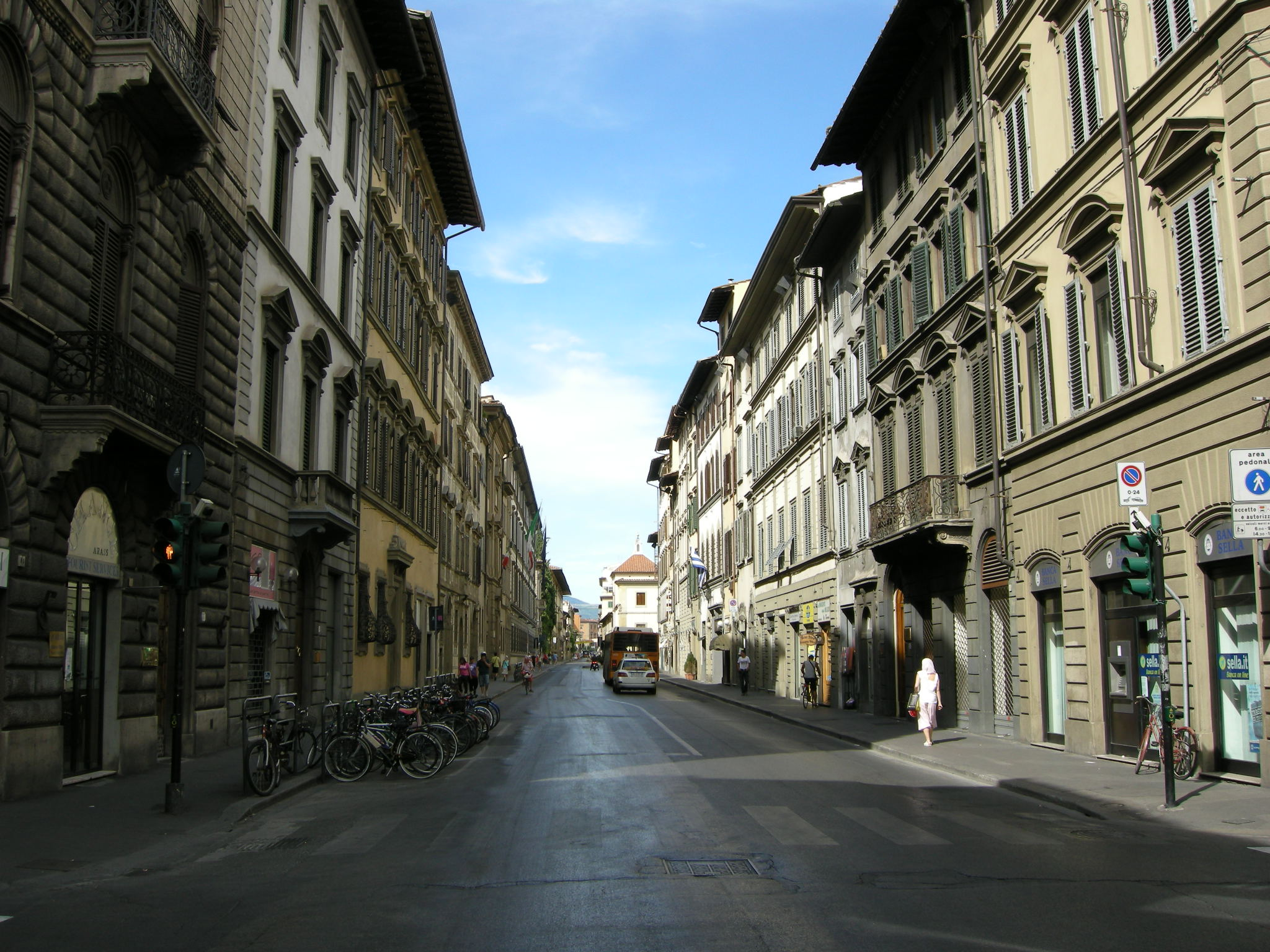
加富尔路

加富尔路（Via Camillo Cavour）是佛罗伦萨北部的一条主要街道。在皮埃蒙特政治家卡米洛·奔索·迪·加富尔伯爵去世的第二天（1861年6月17日），将两条古老的街道拉尔加路（via Larga）和圣莱奥波尔多路（via San Leopoldo）合并，以这位意大利统一运动的领导人物命名。该路的北部终点为自由广场（piazza della Libertà）。
在加富尔路上，有著名的美第奇-里卡迪宫，在15世纪文艺复兴时期，由美第奇家族修建。内部的，有著名的贤士小圣堂（Magi Chapel），三面墙壁几乎全部覆盖着连环壁画《東方三賢士的白冷之旅》（《三王来朝》），由文艺复兴大师贝诺佐·戈佐利（Benozzo Gozzoli）绘于1459-1461年。

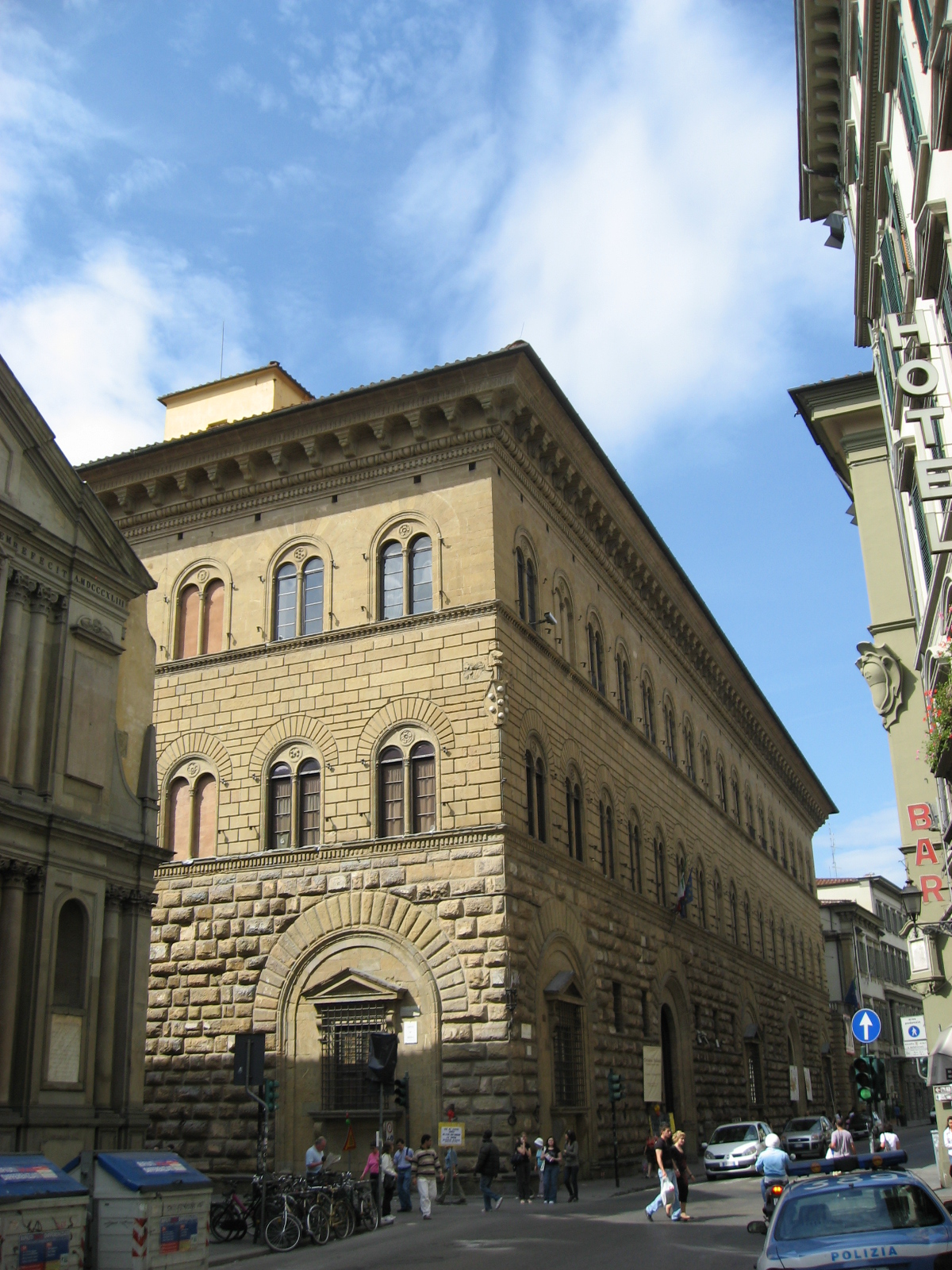
美第奇-里卡迪宫